# Radio 3 (Espagne)
Pour les articles homonymes, voir Radio 3.
Radio 3 est une station de radio publique espagnole faisant partie de la Radio Nacional de España, le radiodiffuseur public de l'État espagnol.
La station diffuse principalement de la musique pop, hip hop, alternatif et électronique qui n’est pas populaire dans les charts. Il propose également des genres que l’on ne retrouve pas à la radio commerciale : new age, heavy metal, punk, folk, flamenco, jazz, blues et country. 
Outre la musique, Radio 3 propose également un feuilleton radiophonique sérialisé et recueille des informations sur différentes expressions culturelles : littérature, cinéma, théâtre et arts visuels, toujours en soulignant et en soutenant les plus novateurs et les plus agités dans chaque discipline.
Les résultats d'une enquête effectuée par l'Estudio General de Medios en 2018 montrent que l'auditeur-type de la station est partagé (47 % de 25-44 ans, 46,2 % plus de 45 ans), issu des classes supérieures (54,3 %) et de sexe masculin (60,3 %). Les 35-44 ans, cœur de cible de la station, forment 30,4 % des auditeurs, suivis à parts par les 45-54 ans (23,2 %), 25-34 ans (16,6 %) et les 55-64 ans (15,9 %). L'âge moyen d'un auditeur de Radio 3 est le sixième plus haut de la radio espagnole (44,1 ans), ce qui n'est que derrière LOS40 Classic (44,6 ans), Melodía FM (45,4 ans), Radiolé (47,7 ans), Radio Clásica (55,8 ans) et TeleTaxi (62,2 ans). En 2018, Radio 3 pouvait compter sur une audience d'environ 505 000 auditeurs par jour.

## Histoire
La station est fondée en 1979 sous le nom de Radio 3 en remplacement du Tercer Programa. L'objectif est alors de la destiner aux jeunes, dans un pays en pleine transition démocratique. Elle diffuse alors de la musique et des émissions de talk. La nouvelle direction, nommée par le nouveau gouvernement socialiste, réalise quelques changements. Ainsi apparaissent des bulletins d'information à la moitié de certaines heures. 
En octobre 1983 Radio 3 émet 24 heures sur 24. En octobre 1985 la station cherche à toucher la jeunesse espagnole en lançant Las 48 Horas, un format musical de 48 heures diffusé le week-end entrecoupé de bulletins d'information et un guide culturel. Le format culturel de la radio est remis en cause par Fernando Argenta, devenu directeur en novembre 1986. Il décide que les émissions se feront en direct et concentre la station sur la musique, tandis que les émissions culturelles se font moins présentes. 
En 1990 la direction de RNE et le conseil de la RTVE décident de faire de Radio 3 une station musicale. La nouvelle grille est lancée en 1991. La nomination de José Luis Ramos à la direction de Radio 3 en 1996, due au changement de la direction à la RTVE Entraine un nouveau virage: les magazines reviennent à l'antenne, l'objectif étant d'augmenter l'audience. 
L'arrivée en 2000 de Federico Volpini à la direction de la radio entraîne la poursuite de cette évolution avec l'arrivée de contenus supplémentaires. Ainsi la fiction radiophonique fait son apparition, comme d'autres émissions telles Las tardes de Armageddon, dédiée aux livres, Un espacio con jazz, consacré au jazz, ou encore Videodrome, qui parle du cinéma.
En 2009, la station reçoit la Médaille d'or du mérite des beaux-arts par le Ministère de l'Éducation, de la Culture et des Sports.

## Identité visuelle

### Logos

Logo de Radio 3 de 1988 à 1999
Logo de RNE 3 de 1999 à 2008
Logo actuel de Radio 3 depuis 2008

## Programmation
Radio 3 propose de la musique et des émissions culturelles:
- Cuando los Elefantes sueñan con la musica... : programme consacré aux musiques du monde.
- Mundo Babel: émission consacrée au monde hors de l'Espagne.

## Diffusion

### Liste des fréquences
La station est diffusée en FM à travers toute l'Espagne, ainsi que dans les enclaves de Ceuta et Melilla :
- Grenade : 94.4
- Málaga : 104.0
- Saragosse : 106.2
- Oviedo : 90.3
- Burgos : 91.2
- Salamanque : 91.4
- Tolède : 106.4
- Saint-Sébastien : 98.9
- Bilbao : 102.1
- Almería : 94.9
- Melilla  : 105.3